# Impressions of France
Impressions de France (titre original : Impressions of France) est un film présenté dans le pavillon France situé à Epcot, deuxième parc à thème du Walt Disney World Resort.

## Synopsis
Impressions de France est une promenade à travers les paysages français, les villes importantes de différentes régions et leur architecture marquante, réalisée par l'intermédiaire de vues aériennes alternant avec des plans plus rapprochées et accompagnée de musique classique.
Parmi les sites présentés, on trouve la Tour Eiffel, les Champs-Élysées, l'Arc de Triomphe et la Cathédrale Notre-Dame à Paris, Versailles, le port de La Rochelle, Cannes, la Normandie, les Châteaux de la Loire, mais également d'autres plus originaux comme le Marais poitevin, la Basilique de Vézelay, Villefranche-sur-Mer près de Nice ou Bonifacio en Corse.

## L'attraction
Le film a été réalisé par Rick Harper, d'après un scénario de Rick Harper et Bob Rogers et produit par Randy Bright.
Le film est projeté dans une salle circulaire sur cinq écrans adjacents proposant non pas un film à 360°, mais à 200°.
- Ouverture : 1er octobre 1982[2] (en même temps que le parc)
- Durée : 18 min
- Musique : Buddy Baker[3]
- Capacité : 310 places
- Type d'attraction : Cinéma à 220°
- Situation : 28° 22′ 07″ N, 81° 33′ 11″ O